# Olivier Smolders
Pour les articles homonymes, voir Smolders.
Olivier Smolders (né le 4 janvier 1956 à Léopoldville (aujourd'hui Kinshasa) au Congo belge, actuelle République démocratique du Congo) est un réalisateur, monteur, producteur de cinéma, directeur de la photographie et scénariste belge.

## Biographie
Licencié en philologie romane, Olivier Smolders est professeur à l'Institut national des arts du spectacle et des techniques de diffusion (Bruxelles) et maître de conférences à l'université de Liège (en 2010). 
Depuis 1984, Olivier Smolders est connu pour des courts-métrages sobres, d'une grande rigueur esthétique, souvent en noir et blanc, aux thèmes profonds et morbides (l'amour en rapport avec la mort, confessions intimes troublantes), qu'il a réalisés en équipe réduite. Ces films, proches de la nouvelle littéraire, ont reçu de nombreux prix à l’échelle internationale.
En 2005 sort son premier long métrage, un film onirique en couleurs sur le thème de la métamorphose, Nuit noire. D'une structure narrative complexe, tourné/étalonné en numérique (HD), accompagné d'une bande sonore qui privilégie les ambiances par rapport aux dialogues, le film a reçu un accueil contrasté de la critique.

### Famille
Il est le fils du sculpteur Michel Smolders.

## Filmographie
- 1984 : Neuvaine, 30 min, N/B, 16 mm
- 1985 : L'Art d'aimer, 15 min, couleurs, 16 mm
- 1987 : Adoration, 15 min, N/B, 35 mm : court métrage expérimental dont le personnage principal est Issei Sagawa, le Japonais cannibale [2], premier film tourné sur ce personnage.
- 1987 : Point de fuite, 10 min, couleurs, 35 mm, d'après une nouvelle de Marcel Mariën
- 1989 : Seuls, 12 min, N/B, 35 mm (Portraits d'enfants en institution psychiatrique.)
- 1991 : Pensées et visions d'une tête coupée, 26 min, Couleurs et N/B, 35 mm (Portrait d'un peintre imaginaire à partir de la vie et de l'œuvre d'Antoine Wiertz.)
- 1991 : La Philosophie dans le boudoir, 14 min, N/B, 35 mm, d'après l'œuvre du même nom de D. A. F. de Sade
- 1991 : Ravissements, 7 min, N/B, 35 mm, d'après les écrits de Thérèse d'Avila
- 1997 : L'Amateur, 26 min, N/B, 35 mm
- 1998 : Mort à Vignole, 25 min, N/B, 35 mm
- 2005 : Nuit noire, 89 min, couleurs, HD & 35 mm
- 2008 : Voyage autour de ma chambre, 27 min, couleurs, HD & 35 mm
- 2009 : Petite anatomie de l'image, 21 min, HD & 35 mm
- 2013 : La Part de l'ombre, 28 min, HD & DCP
- 2014 : La Légende dorée (court métrage)

## Publications

### Livres
- Cinéma parlant, dictionnaire d'idées reçues sur le cinéma, La Louvière, Belgique, Éditions Le Daily-Bul, coll. « De parti pris », 1992
- Éloge de la pornographie : où l'on comprend enfin pourquoi le cinéma pornographique est un genre charmant, sympathique, parfaitement délicieux : petit viatique intime, Crisnée, Belgique, Éditions Yellow Now, coll. « De parti pris », 1992, 57 p. (ISBN 978-2-87340-085-9)
- Fontanelle, conte fantastique, Crisnée/Liège, Belgique, Éditions Yellow Now/Scarabée, 1994
- 14 Adages d'Erasme d'après le manuscrit du professeur Cantarel, Liège/Bruxelles, Belgique, Éditions du Scarabée/La Maison d'Érasme, 1997Gravures originales de Michel Smolders. Traductions latines d'Alain Van Dievoet ; postface d'Alexandre Vanautgaerden.
- “Eraserhead” de David Lynch, Crisnée, Belgique, Éditions Yellow Now, 1997, 45 p. (ISBN 978-2-87340-126-9)
- Paul Nougé : Écriture et caractère, à l'école de la ruse, Bruxelles, Belgique, Éditions Labor, coll. « Archives du futur », 2000, 223 p. (ISBN 978-2-8040-1059-1)
- Expérience de la bêtise, où l'on apprend à aimer les vessies autant que les lanternes, Crisnée, Belgique, Éditions Yellow Now, 2001 (ISBN 978-2-87340-157-3)
- La Part de l'ombre, Bruxelles, Belgique, Les Impressions nouvelles, coll. « Traverses », 2005, 160 p. (ISBN 978-2-906131-92-7)
- Voyage autour de ma chambre, Bruxelles, Belgique, Les Impressions nouvelles, coll. « Traverses », 2009, 144 p. (ISBN 978-2-87449-083-5)
- Nosferatu contre Dracula, Bruxelles, Les Impressions nouvelles, coll. « La Fabrique des héros », 2019, 128 p. (ISBN 978-2-87449-648-6)

### Préfaces
- Christian Bussy, Les Surréalistes au quotidien : petits faits vrais, Bruxelles, Les impressions nouvelles, 2007  (ISBN 978-2-87449-028-6)

### Vidéo
- Exercices spirituels, réunion de ses dix premiers courts-métrages (de 1984 à 1998) au sein d'un DVD  édité par Les films du Scarabée